# 独立宪兵团
独立宪兵队（俄语：  Отдельный корпус жандармов) 是19世纪和20世纪初俄罗斯帝国陆军中穿制服的安全警察。它的主要职责是执法和保卫国家安全。
宪兵的职责还包括执行法院命令、追捕逃犯、控制暴乱和拘留“非常规”犯罪嫌疑人。宪兵也可以被指派协助当地警察和官员。

## 设立
该军团的前身是帝国陆军宪兵团（成立于1815年，以鲍里索格列布斯克龙骑兵团为基础）和独立的内卫军宪兵队（1811年组建）。继1825年十二月党人起义后，新的俄罗斯皇帝尼古拉一世于1826年7月设立了宪兵总长办公室，并任命本肯多夫伯爵将军担任该职务；所有的宪兵都隶属于宪兵总司令。本肯多夫还被任命为新成立的皇帝秘书处第三处的执行主任，尽管第三处负责人的办公室直到1839年才正式与宪兵总司令办公室合并。

## 组织
1836年，内卫宪兵队改组为单独的宪兵队，隶属于宪兵总司令。宪兵团司令官和宪兵团参谋长兼任执行主任下属的第三科科长。宪兵团分防七个地区，其中六个位于俄罗斯，一个位于波兰王国，每个地区都有一个司令部。还创建了总司令部以及其他省级大队。宪兵于 1842 年加入陆军。
根据1867年的法规，宪兵团包括：
- 总司令部
- 监督人员
- 高加索、华沙和西伯利亚地区宪兵团
- 省级大队 (56)
- 县级支队 (50)
- 铁路大队
- 圣彼得堡、莫斯科和华沙宪兵团
- 骑兵大队 (13)

## 作用扩大

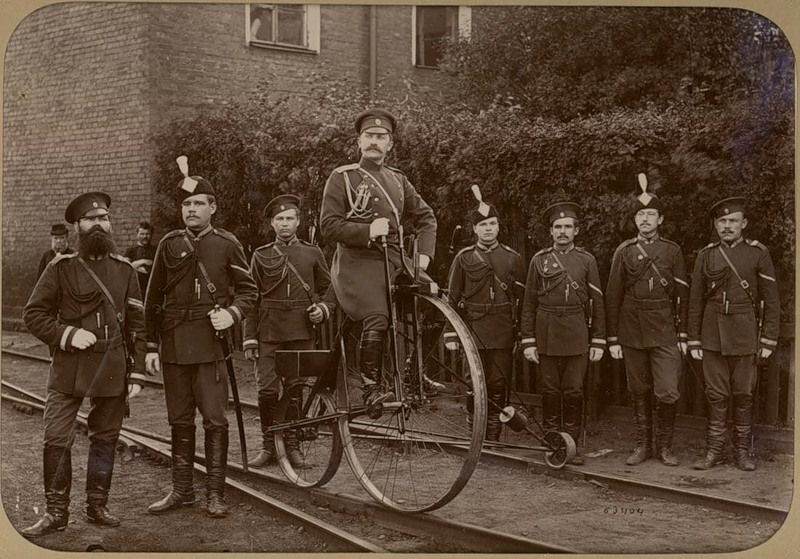
俄罗斯宪兵，约1890年

1871年，随着刑事司法案件的侦查部门被解散，宪兵获得了调查政治和刑事案件的权利。
只有拥有贵族军衔的最称职军官才能被任命为宪兵团长官。1880年8月，根据米哈伊尔·洛里斯-梅利科夫提议，宪兵第三支队和宪兵独立军团均由内务大臣管辖。内务大臣担任宪兵总司令一职，军团司令成为他的副手。许多宪兵军官被调到新的警察部。
1902年，内务部大臣德米特里·谢尔盖耶维奇·西皮阿金被暗杀后，宪兵的国家安全职能被转移到总参谋部和警察部的公共安全与秩序保卫部和反情报部门。

## 解散
1917年2月俄国革命期间，驻扎在喀琅施塔得的宪兵仍然忠于沙皇政权，向示威者开枪，后来被监禁受审。 17 March1917［儒略曆4 March］国家杜马临时委员会下令正式废除宪兵以及帝国警察。 

## 总司令
- 本肯多夫伯爵 （1826-1844，其创始人和第一任首席）
- 瓦西里·安德烈耶维奇·多尔戈鲁科夫（？ ——？ )
- 亚历山大·波塔波夫(1861–1864)
- 彼得·安德烈耶维奇·舒瓦洛夫(1866–? )
- 亚历山大·德伦特恩(1878–1880)
- 彼得·德米特里耶维奇·斯维亚托波尔克-米尔斯基(1900–1905)

## 军衔和制服

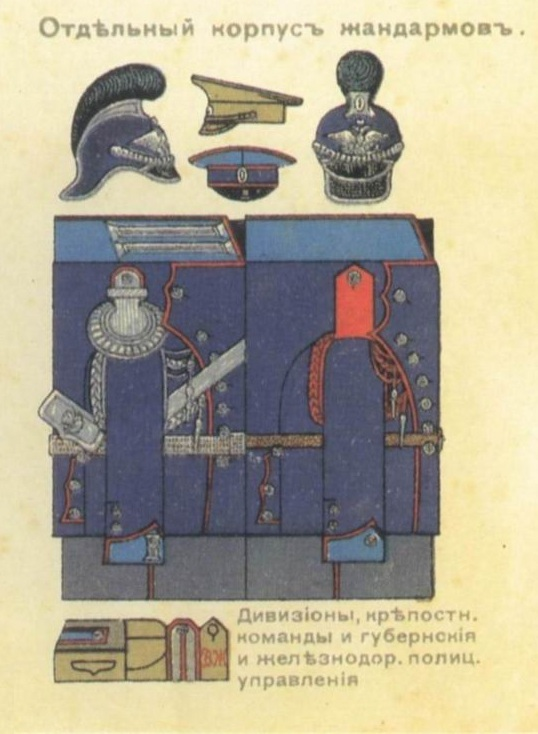
宪兵制服 1911

宪兵使用1826年引入的俄罗斯军衔系统中的骑兵序列军衔。 独立宪兵团的大多数大队都穿着浅蓝色制服，与正规军和警察的深绿色制服形成鲜明对比。然而，铁路大队的宪兵以深蓝色束腰外衣着称。

### 军衔徽章 1884-1907
委任军官职级
Template:Ranks and Insignia of Non NATO Armed Forces/OF/Blank
|  |  |  |  |  |  |  |  |  |  |  |  |  |  |  |  |  |  |  |  |  |  |  |  |  |
|  |  |  |  |  |  |  |  |  |  |  |  |  |  |  |  |  |  |  |  |  |  |  |  |  |

其他职级

## 延伸阅读
- 俄罗斯的政治警察和政治恐怖主义（XIX 下半年 - XX 年初） 。文件的收集。由 VI Kochanov、NN Parfyonova、MV Sidorova、Ye 编译。一、谢尔巴科娃。莫斯科，AIRO-XX (2000)。 。 （俄語）